# 러시아 형식주의
러시아 형식주의(영어: Russian formalism, 러시아어: Русский формализм)은 1910년 중반부터 1930년대에 걸쳐, 쉬클로프스키와 야콥슨, 티냐노프를 중심으로 이루어진 문학운동 및 문학비평일파를 의미한다.
문학성을 언어의 시적 기능이나 이화 작용에서 특징지어, 작품의 소재를 수법의 동기부여로 삼았다. 구조주의나 뉴크리티시즘에 영향을 미친 한 편, 스탈린 정권에서는 정치적 탄압을 받았다.

## 같이 보기
- 러시아 형식주의자
- 자우미